# Liste der Gouverneure von Jharkhand
Die folgende Tabelle listet die Gouverneure von Jharkhand mit jeweiliger Amtszeit auf. Der Bundesstaat Jharkhand wurde am 15. November 2000 durch Abspaltung des südlichen Teils des Bundesstaates Bihar geschaffen.
| #  | Name                            | Amtsantritt       | Ende der Amtszeit |
| 1  | Prabhat Kumar (* 1940)          | 15. November 2000 | 3. Februar 2002   |
| 2  | Vinod Chandra Pande (1932–2005) | 4. Februar 2002   | 14. Juli 2002     |
| 3  | M. Rama Jois (1931–2021)        | 15. Juli 2002     | 11. Juni 2003     |
| 4  | Ved Prakash Marwah (* 1932)     | 12. Juni 2003     | 9. Dezember 2004  |
| 5  | Syed Sibtey Razi (* 1939)       | 10. Dezember 2004 | 23. Juli 2009     |
| 6  | K. Sankaranarayanan (1932–2022) | 26. Juli 2009     | 21. Januar 2010   |
| 7  | M. O. H. Farook (1937–2012)     | 22. Januar 2010   | 3. September 2011 |
| 8  | Syed Ahmed (1945–2015)          | 4. September 2011 | 17. Mai 2015      |
| 9  | Draupadi Murmu (* 1958)         | 18. Mai 2015      | 13. Juli 2021     |
| 10 | Ramesh Bais (* 1947)            | 14. Juli 2021     | 18. Februar 2023  |
| 11 | C. P. Radhakrishnan (* 1957)    | 18. Februar 2023  | 31. Juli 2024     |
| 12 | Santosh Gangwar (* 1948)        | 31. Juli 2024     | amtierend         |